# 터코마
터코마(Tacoma, IPA: [təˈkoʊmə])는 미국 서부 워싱턴주에 있는 도시이다. 2020년의 인구는 219,346명이었다.
워싱턴주 중서부에 위치하며, 퓨젓사운드에 면한다. 피어스군의 군청소재지이며, 시애틀 남쪽 40km 지점에 있다.
1841년 탐험자들이 이 곳에 왔으며, 1852년부터 사람들이 거주하기 시작했다. 그 후 대륙 횡단 철도의 서쪽 종점으로 결정되었고, 북쪽에 새롭게 건설된 항구도시 시애틀과도 철도로 연결되면서 급속히 발전하기 시작했다. 목재 가공업과 철도 및 해상 교통의 요지로 중요한 도시이며, 미국 서북부에서 가장 큰 도시인 시애틀 남부의 위성도시이다. 시애틀의 국제공항인 시애틀 터코마 국제공항은 이 시와 시애틀 사이에 위치한다. 시의 동쪽에는 레이니어 산이 있으며, 서쪽에는 퓨젓사운드에 돌출한 반도와 섬이 있어 주변에 관광지가 많아 관광기지로도 중요한 곳이다.

## 인구
| 인구조사                              | 인구    | Note  | %±       |
| ------------------------------------- | ------- | ----- | -------- |
| 1870년                                | 73      |       | —        |
| 1880년                                | 1,098   |       | 1,404.1% |
| 1890년                                | 36,006  |       | 3,179.2% |
| 1900년                                | 37,714  |       | 4.7%     |
| 1910년                                | 83,743  |       | 122.0%   |
| 1920년                                | 96,965  |       | 15.8%    |
| 1930년                                | 106,817 |       | 10.2%    |
| 1940년                                | 109,408 |       | 2.4%     |
| 1950년                                | 143,673 |       | 31.3%    |
| 1960년                                | 147,979 |       | 3.0%     |
| 1970년                                | 154,407 |       | 4.3%     |
| 1980년                                | 158,501 |       | 2.7%     |
| 1990년                                | 176,664 |       | 11.5%    |
| 2000년                                | 193,556 |       | 9.6%     |
| 2010년                                | 198,397 |       | 2.5%     |
| 2020년                                | 219,346 |       | 10.6%    |
| 2021 (추산)                           | 219,205 | [ 2 ] | −0.1%    |
| 출처: 미국 인구조사 2020년도 인구조사 |         |       |          |

## 기후
| 터코마의 기후                                                    | 터코마의 기후 | 터코마의 기후 | 터코마의 기후 | 터코마의 기후 | 터코마의 기후 | 터코마의 기후 | 터코마의 기후 | 터코마의 기후 | 터코마의 기후 | 터코마의 기후 | 터코마의 기후 | 터코마의 기후 | 터코마의 기후 |
| 월                                                               | 1월           | 2월           | 3월           | 4월           | 5월           | 6월           | 7월           | 8월           | 9월           | 10월          | 11월          | 12월          | 연간          |
| ---------------------------------------------------------------- | ------------- | ------------- | ------------- | ------------- | ------------- | ------------- | ------------- | ------------- | ------------- | ------------- | ------------- | ------------- | ------------- |
| 역대 최고 기온 °C (°F)                                           | 19 (66)       | 20 (68)       | 25 (77)       | 28 (83)       | 33 (92)       | 41 (105)      | 34 (94)       | 36 (96)       | 32 (89)       | 28 (82)       | 21 (70)       | 20 (68)       | 41 (105)      |
| 일평균 최고 기온 °C (°F)                                         | 8.9 (48.1)    | 10.2 (50.3)   | 12.6 (54.7)   | 15.4 (59.8)   | 19.2 (66.5)   | 21.7 (71.1)   | 24.9 (76.8)   | 24.9 (76.9)   | 21.5 (70.7)   | 15.9 (60.7)   | 11.3 (52.4)   | 8.5 (47.3)    | 16.3 (61.3)   |
| 일일 평균 기온 °C (°F)                                           | 6.0 (42.8)    | 6.6 (43.9)    | 8.6 (47.4)    | 11.0 (51.8)   | 14.3 (57.8)   | 16.8 (62.2)   | 19.4 (67.0)   | 19.4 (66.9)   | 16.6 (61.9)   | 12.1 (53.7)   | 8.1 (46.5)    | 5.6 (42.1)    | 12.1 (53.7)   |
| 일평균 최저 기온 °C (°F)                                         | 3.0 (37.4)    | 3.0 (37.4)    | 4.5 (40.1)    | 6.5 (43.7)    | 9.5 (49.1)    | 11.9 (53.4)   | 14.0 (57.2)   | 13.9 (57.0)   | 11.7 (53.0)   | 8.1 (46.6)    | 4.7 (40.5)    | 2.7 (36.9)    | 7.8 (46.0)    |
| 역대 최저 기온 °C (°F)                                           | −8 (17)       | −12 (11)      | −9 (15)       | −2 (29)       | 1 (34)        | 3 (37)        | 8 (46)        | 5 (41)        | 1 (34)        | −3 (26)       | −15 (5)       | −14 (6)       | −15 (5)       |
| 평균 강수량 mm (인치)                                            | 153 (6.03)    | 102 (4.03)    | 111 (4.38)    | 86 (3.39)     | 51 (2.00)     | 36 (1.42)     | 14 (0.55)     | 21 (0.83)     | 40 (1.57)     | 104 (4.09)    | 165 (6.50)    | 153 (6.02)    | 1,037 (40.81) |
| 평균 강수일수 (≥ 0.01 인치)                                      | 19.5          | 15.9          | 17.4          | 14.7          | 10.6          | 8.3           | 3.4           | 3.9           | 7.0           | 14.3          | 19.5          | 20.4          | 154.9         |
| 출처: 미국 해양대기청 (평년값: 1991년~2020년, 극값: 1982년~현재) |               |               |               |               |               |               |               |               |               |               |               |               |               |

## 자매 도시
- 일본 기타큐슈시 (1958)
- 대한민국 군산시 (1978)
- 노르웨이 올레순 (1986)
- 러시아 블라디보스토크 (1992)
- 중국 푸저우 (1994)
- 필리핀 다바오 (1994)
- 남아프리카 공화국 조지 (1997)
- 대만 타이중 (2000)
- 쿠바 시엔푸에고스 (2000)
- 모로코 엘자디다 (2007)
- 프랑스 비오 (2012)
- 멕시코 보카델리오 (2016)
- 우크라이나 브로바리 (2017)

## 참고
1. 1 2  “Explore Census Data”. 미국 인구조사국. 2023년 8월 20일에 확인함.
2. ↑  “City and Town Population Totals: 2020-2021”. 미국 인구조사국. 2021년 5월 29일. 2023년 8월 20일에 확인함.
3. ↑  Moffatt, Riley.  Population History of Western U.S. Cities & Towns, 1850–1990.  Lanham: Scarecrow, 1996, 333.
4. ↑  미국 인구조사국. “Census of Population and Housing”. 2014년 7월 25일에 확인함.
5. ↑  “NowData - NOAA Online Weather Data”. 미국 해양대기청. 2021년 7월 3일에 원본 문서에서 보존된 문서. 2021년 7월 8일에 확인함.
6. ↑  “WA Tacoma #1”. 미국 해양대기청. 2021년 7월 8일에 확인함.